# Kenny Baker
Kenny Baker, właśc. Kenneth George Baker (ur. 24 sierpnia 1934 w Birmingham, zm. 13 sierpnia 2016 w Preston) – brytyjski aktor filmowy, niskorosły – miał 112 cm wzrostu.
Baker najbardziej znany był z roli R2-D2, droida przeznaczonego do naprawy usterek pojazdów z filmowej sagi Gwiezdne wojny.

## Filmografia
- 1960: Der rote Schatten (Circus of Horrors)
- 1977: Gwiezdne wojny: część IV – Nowa nadzieja
- 1980: Gwiezdne wojny: część V – Imperium kontratakuje
- 1980: Człowiek słoń
- 1980: Flash Gordon
- 1980: Bandyci czasu
- 1983: Gwiezdne wojny: część VI – Powrót Jedi
- 1984: Amadeusz
- 1986: Mona Lisa
- 1988: Willow
- 1999: Gwiezdne wojny: część I – Mroczne widmo
- 2002: Gwiezdne wojny: część II – Atak klonów
- 2005: Gwiezdne wojny: część III – Zemsta Sithów
- 2015: Gwiezdne wojny: część VII – Przebudzenie Mocy